# Undir Mýruhjalla
El Undir Mýruhjalla es un estadio de fútbol ubicado en Skála, Islas Feroe. El estadio tiene capacidad para 1000 espectadores y fue inaugurado en 1968. El estadio fue sede de la final de la Copa de Islas Feroe de 1984.